# ويليام شوتس
ويليام شوتس (بالفرنسية: Willy Schütz)‏ (31 مارس 1903 بلوكسمبورغ في لوكسمبورغ - 26 نوفمبر 1932 في لوكسمبورغ) هو لاعب كرة قدم لوكسمبورغي في مركز مهاجم ‏، شارك في الألعاب الأولمبية الصيفية 1928.

## وصلات خارجية
- ويليام شوتس على موقع الاتحاد الدولي (مؤرشف)  (الإنجليزية)
- ويليام شوتس على موقع قاعدة بيانات كرة القدم.إي يو (الإنجليزية)
- ويليام شوتس على موقع ناشيونال فوتبول تيمز (الإنجليزية)
- ويليام شوتس على موقع عالم كرة القدم.نت (الإنجليزية)
- ويليام شوتس على موقع أوليمبيديا (الإنجليزية)